# Parafia Świętego Krzyża i św. Filipa Neri w Tarnowie
Parafia Świętego Krzyża i Świętego Filipa Neri w Tarnowie – parafia rzymskokatolicka znajdująca się w diecezji tarnowskiej w dekanacie Tarnów Południe.
Od 2007 proboszczem parafii jest ks. Maciej Mitera COr.